# Воздушный шар

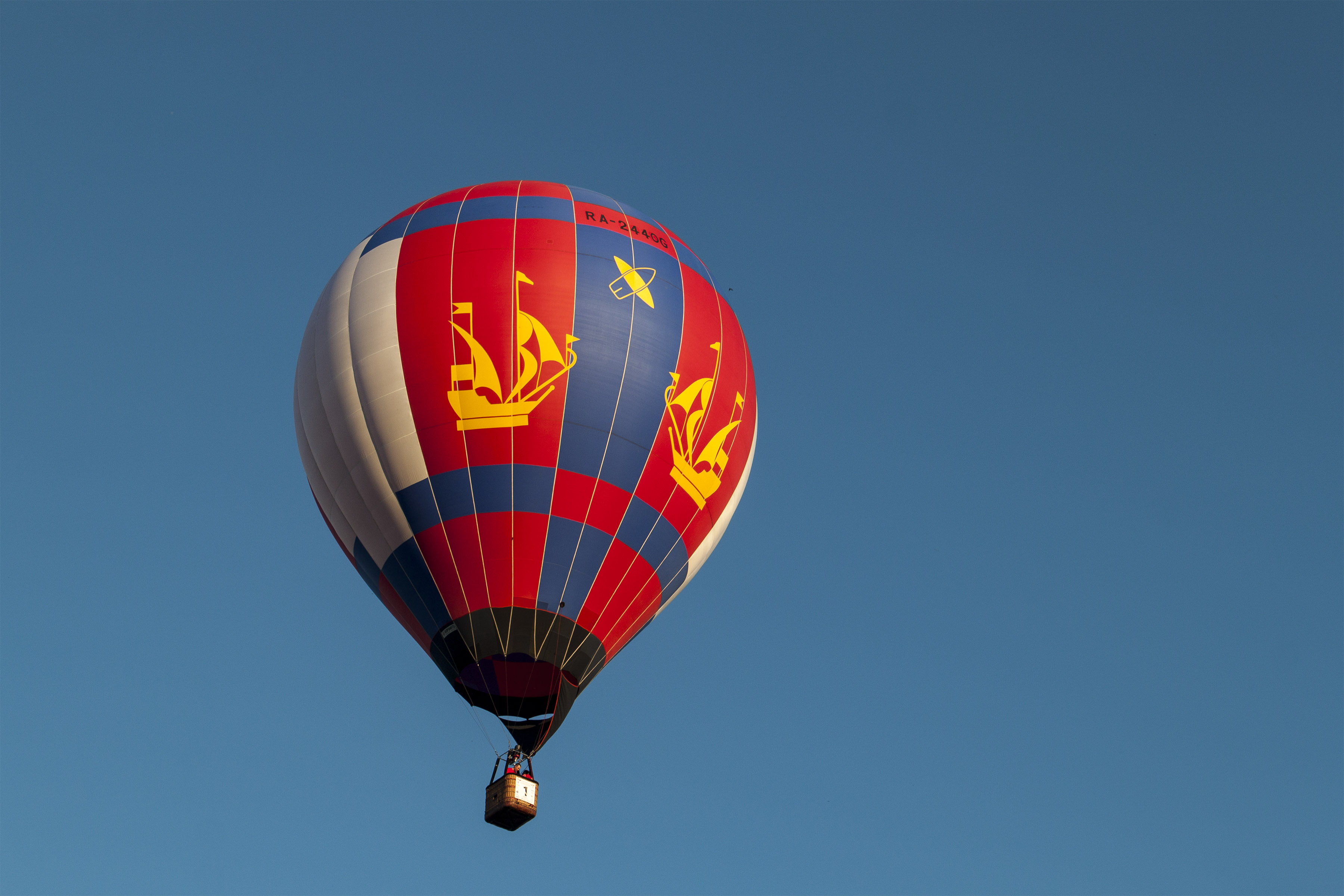
Воздушный шар в полёте

Открытие международной Встречи воздухоплавателей в Великих Луках 2022

Возду́шный шар — летательный аппарат (аэростат), использующий для полёта газ, который легче воздуха. Состоит из заполненной газом оболочки и прикреплённой к ней корзины или кабины для пилота и пассажиров.

## Виды воздушных шаров
В отличие от дирижаблей, воздушные шары не имеют двигателей для самостоятельного горизонтального движения в воздухе. В зависимости от наполнения различают монгольфьеры (шары, наполненные нагретым воздухом), шарльеры (наполнены лёгким газом, как правило, водородом или гелием) и розьеры (воздушные суда, использующие одновременно газ и воздух, размещённые в отдельных оболочках).
Кроме того, в воздухоплавательной практике применяют следующие газы: водород, водяной газ, светильный газ, аммиак.

Адаптация спортивного задания в рамках полета "кей-граб" (Великие Луки) 2022

## История

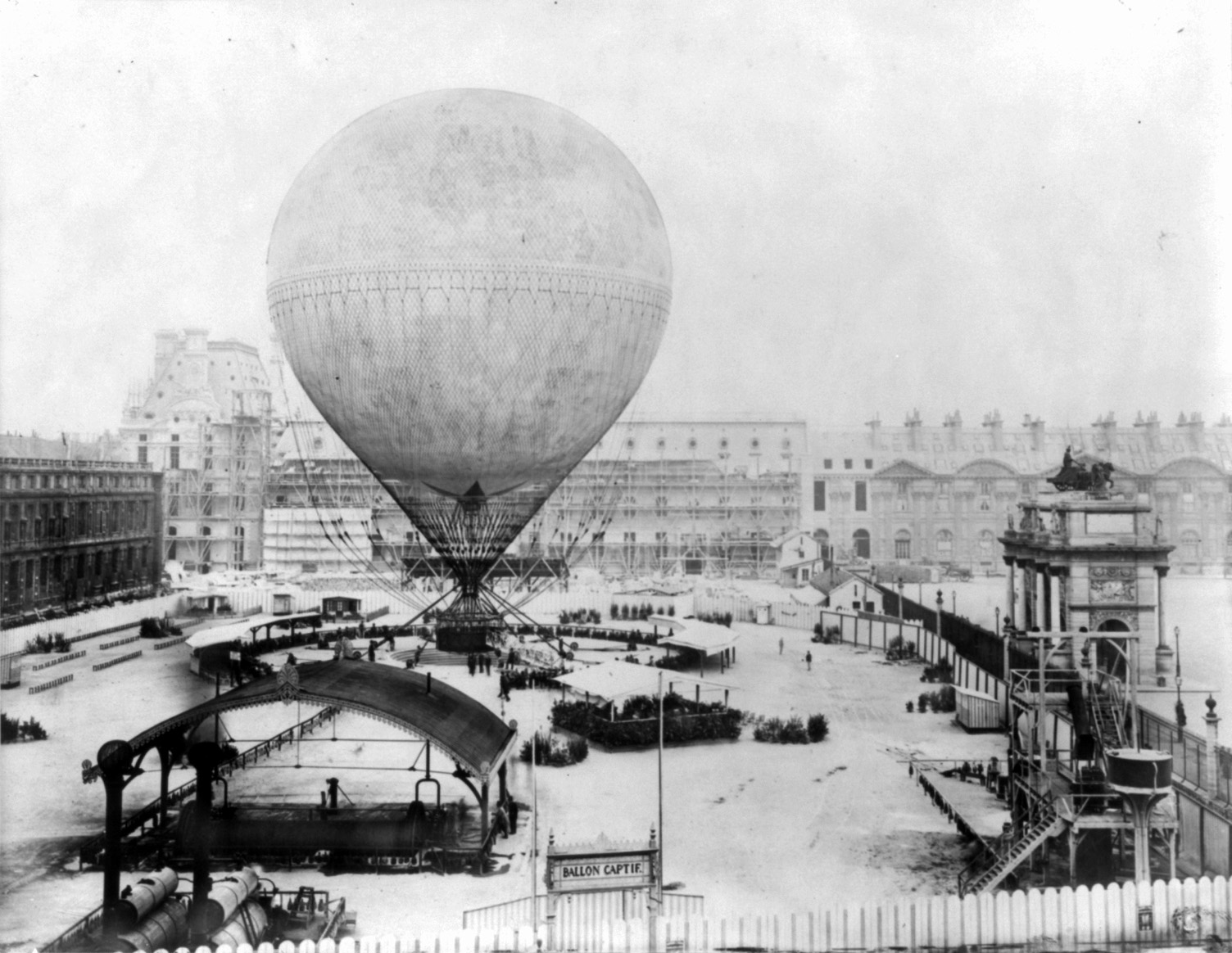
Воздушный шар Анри Жиффара готовится к взлёту. Сад Тюильри (Париж). 1878

Первыми воздушный шар в 1783 году изготовили братья Монгольфье, наполнявшие его горячим воздухом.
Современные воздушные шары, используемые для демонстрационных и спортивных полётов, также как и шар братьев Монгольфье, в основном наполняют нагретым воздухом. С помощью пропановой горелки воздух нагревают, и поскольку разреженный горячий воздух легче холодного, шар взлетает. Снижение шара осуществляется пилотом спуском через специальный клапан в оболочке части горячего воздуха.
Первый воздушный шар с горелкой на жидком топливе изобрели львовяне Игнатий Мартынович и Непомук Герман. В 1784 году над садом Бельских во Львове поднялся шар без пассажиров с автоматической горелкой на жидком топливе.

## Недостатки
Основным недостатком воздушного шара является отсутствие элементов непосредственного управления направлением движения шара вдоль земной поверхности — шар летит в том направлении, куда его направят воздушные потоки. Однако изменять направление можно, изменяя высоту полёта воздушного шара, так как на разных высотах могут дуть ветры в разных направлениях.

## Воздушный шар в культуре и искусстве
- В романе Жюля Верна «Пять недель на воздушном шаре» главные герои на воздушном шаре намереваются пересечь Африку.
- В другом романе Жюля Верна «Таинственный остров» главные персонажи прилетают из США на остров Линкольна на воздушном шаре.
- В «Волшебнике Изумрудного города» Александра Волкова Гудвин прилетает из Канзаса в Волшебную страну на воздушном шаре.
- В «Приключениях Незнайки и его друзей» Николая Носова главные персонажи прилетают из Цветочного города в Зелёный город на воздушном шаре.
- В 1873 году венгерский художник Пал Синьеи-Мерше написал картину «Воздушный шар».
- 30 августа 2019 года вышел фильм Тома Харпера «Аэронавты» о легендарном подъёме Джеймса Глейшера 5 сентября 1862 года. Роль воздухоплавателя сыграл Эдди Редмэйн.

## Спортивные соревнования и фестивали

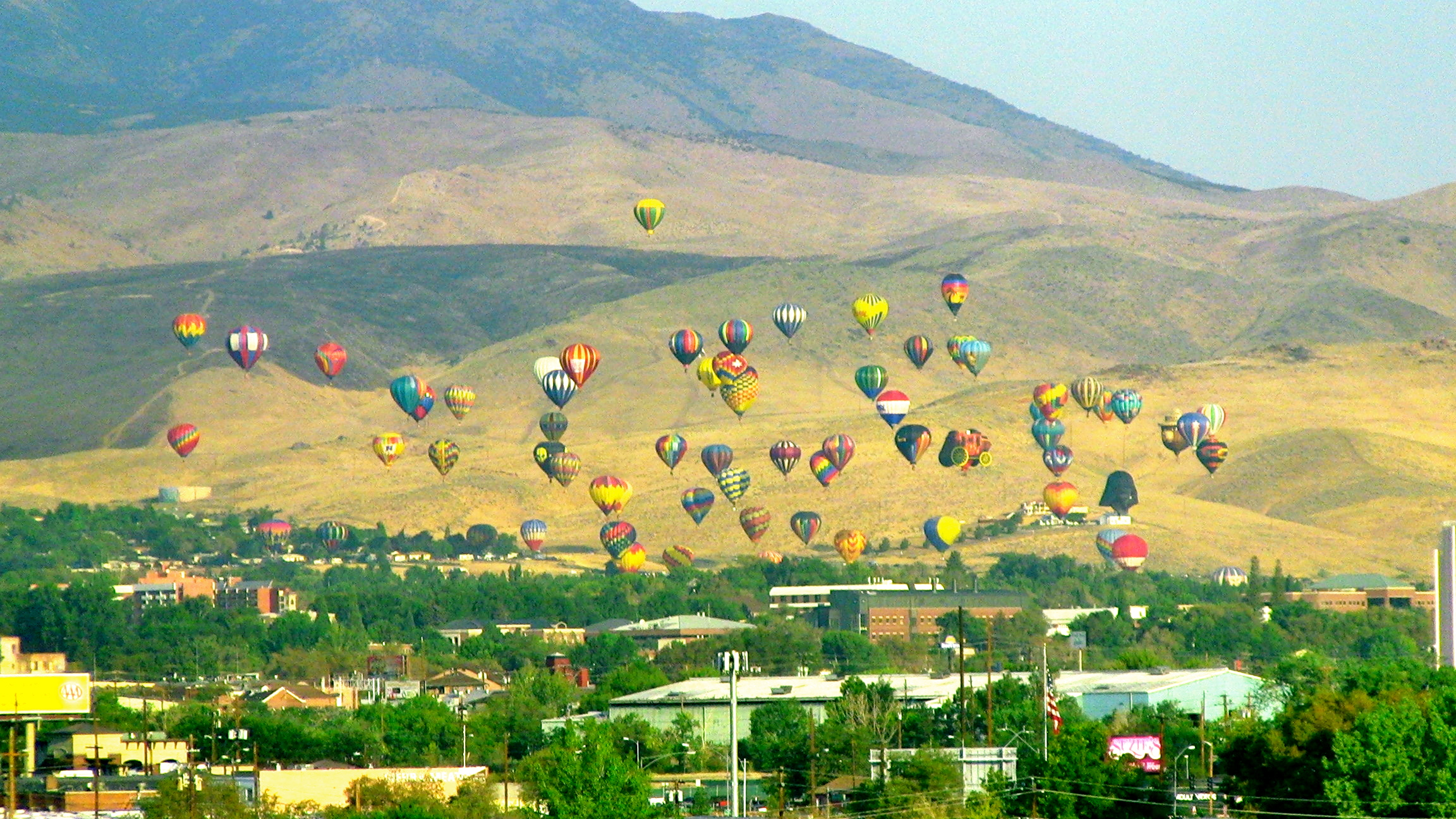
Воздушные шары на 30-м ежегодном Great Reno Balloon Race, 9 сентября 2011

- Международная встреча воздухоплавателей в Великих Луках
- Gordon Bennett Cup
- The Great Reno Balloon Race[англ.]
- Список фестивалей воздушных шаров[англ.]